# 警察有约

## 劇情簡介
《警察有約》是一個充滿溫馨，幽默和懷念的一齣喜劇。因媽媽梅芳（沈丹萍飾）連續生了五個女兒，在爸爸(鄧立民飾)已經不抱持任何希望時，媽媽生了一個兒子趙六安（夏雨飾），所以全家人都把他當成寶，但是轉眼多年過去了，趙六安始終單身，所以五個姊姊都努力幫弟弟安排相親，想為趙家延續香火。然而相親始終被趙六安搞砸，直到後來趙六安和新進同事耿樂樂（梁靜飾）日久生情。

## 演員表
| 演員                  | 角色            | 備註                                                     |
| 夏雨 童年：陳錄颯     | 趙六安          | 二級警司，任職於和平路派出所。聊天室暱稱"獨孤義俠"。     |
| 梁靜                  | 耿樂樂          | 趙六安的同事。聊天室暱稱"江湖女俠"。                     |
| 梁靜                  | 紅衣女郎        | 趙六安相親對象。                                         |
| 伍宇娟                | 所長            | 派出所所長。                                             |
| 鄧藝芃                | 豆豆            | 跟蹤趙六安到派出所的迷路小孩，尋找家人期間由趙六安照顧。 |
| 鄧立民                | 趙先生          | 趙六安的爸爸。                                           |
| 沈丹萍 老年：賀小書   | 梅芳            | 趙六安的媽媽。                                           |
| 丁嘉麗 童年：王萌     | 趙大順          | 趙六安的大姐。                                           |
| 陳肖依 童年：張蕾     | 趙二順          | 趙六安的二姐。                                           |
| 韓月喬 童年：楊紫     | 趙三順          | 趙六安的三姐。                                           |
| 張建新 童年：甘于曉雪 | 趙四順          | 趙六安的四姐。                                           |
| 劇雪 童年：張佩琪     | 趙五順          | 趙六安的五姐。                                           |
| 曹翠芬                | 卓阿姨          | 幫忙介紹很多相親對象給趙六安。                           |
| 楊立新                | 馬警長          | 趙六安的同事。                                           |
| 王濤                  | 小周            | 趙六安的同事。                                           |
| 袁泉                  | 眼鏡對象        | 趙六安相親對象。                                         |
| 袁立                  | 時髦對象        | 趙六安相親對象。                                         |
| 李湘                  | 天真對象        | 趙六安相親對象。                                         |
| 劉琳                  | 健壯對象        | 趙六安相親對象。                                         |
| 馬曉晴                | 圓臉對象 馬曉娟 | 趙六安相親對象。                                         |
| 阮丹寧                | 對象甲          | 趙六安相親對象。                                         |
| 楊若兮                | 對象乙          | 趙六安相親對象。                                         |
| 羅麗杉                | 對象丙          | 趙六安相親對象。                                         |
| 肖輝                  | 對象丁          | 趙六安相親對象。                                         |
| 李明啟                | 毛奶奶          |                                                          |
| 袁苑                  | 攝影師          | 夢中幫趙六安、耿樂樂、豆豆拍照。                         |
| 溫玉娟                | 女醫生          | 幫趙六安治療從樹上摔下來的腳傷。                         |
| 謝雨欣                | 李夢凡          | 女權律師事務所的律師。                                   |
| 許亞軍                | 便衣警察        | 在公車上把搶匪與趙六安一起上手銬的警察。                 |
| 雪村                  | 主持人          |                                                          |
| 劉金山                | 豆漿男子        | 為了打賭，打電話報警請警察幫忙買豆漿、油條。             |
| 岳秀清                | 豆漿女子        | 為了打賭，打電話報警請警察幫忙買豆漿、油條。             |
| 吳剛                  | 劉所長          | 幫忙找到跑走的豆豆。                                     |
| 林永健                | 小偷            | 趙六安在樹上救毛奶奶的貓"小白"時看見，後被逮補。         |
| 韓童生                | 黑幫老大        | 夢中挾持趙六安、耿樂樂。                                 |
| 侯天來                | 網吧老闆        | 趙六安晚上臨檢網吧時的老闆。                             |
| 張羽                  | 網吧客人        | 在網吧網路交友，讓趙六安得知可以網路交友。               |
| 舒耀暄                | 咖啡店老闆      | 趙六安相親的咖啡店老闆。                                 |
| 王麗元                | 被竊老婦        |                                                          |
| 畢彥君                | 警察甲          |                                                          |
| 蔣雲奇                | 警察乙          |                                                          |

## 外部連結
- 豆瓣电影上《警察有约》的資料 （简体中文）